# New Middletown (Indiana)
New Middletown è un comune degli Stati Uniti d'America, situato nello Stato dell'Indiana, nella contea di Harrison.